# Atletika na Letních olympijských hrách 2008 – 100 metrů muži
 Běh na 100 metrů mužů na Letních olympijských hrách 2008 se uskutečnil 15. a 16. srpna na Pekingském národním stadiónu (北京国家体育场; „Ptačí hnízdo“). Ve finálovém běhu zvítězil jamajský běžec Usain Bolt v novém světovém rekordu, který měl hodnotu 9,69 sekundy. Ten Bolt překonal o rok později na MS v Berlíně časem 9,58 s. Udivující byla lehkost, s jakou všechny soupeře v Pekingu překonal, ještě před cílem dokonce zvolnil.

## Medailisté
| Zlato   | Zlato                      | Stříbro | Stříbro                                    | Bronz   | Bronz                                     |
| ------- | -------------------------- | ------- | ------------------------------------------ | ------- | ----------------------------------------- |
| Portrét | Usain Bolt · Jamajka (JAM) | Portrét | Richard Thompson · Trinidad a Tobago (TRI) | Portrét | Walter Dix · Spojené státy americké (USA) |

## Rekordy
| Světový rekord                   | Usain Bolt       | 9.72 s  | New York, USA            | 31. květen, 2008   |
| Olympijský rekord                | Donovan Bailey   | 9.84 s  | Atlanta, USA             | 27. červenec, 1996 |
| Africký rekord                   | Olusoji Fasuba   | 9,85 s  | Athény, Řecko            | 12. květen, 2006   |
| Asijský rekord                   | Samuel Francis   | 9,99 s  | Ammán, Jordánsko         | 22. srpen, 2007    |
| Evropský rekord                  | Francis Obikwelu | 9,86 s  | Athény, Řecko            | 22. srpen, 2004    |
| Jihoamerický rekord              | Robson da Silva  | 10,00 s | Ciudad de México, Mexiko | 22. srpen, 1988    |
| Rekord Oceanie                   | Patrick Johnson  | 9,93 s  | Mito, Japonsko           | 5. květen, 2003    |
| Rekord Severní a Střední Ameriky | Usain Bolt       | 9.72 s  | New York, USA            | 31. květen, 2008   |

## Nové rekordy
| Světový rekord                   | Usain Bolt       | 9.69 s  | Peking, ČLR | 16. srpen, 2008 |
| Olympijský rekord                | Usain Bolt       | 9.69 s  | Peking, ČLR | 16. srpen, 2008 |
| Rekord Severní a Střední Ameriky | Usain Bolt       | 9.69 s  | Peking, ČLR | 16. srpen, 2008 |
| Národní rekord                   | Ali Shareef      | 11,11 s | Peking, ČLR | 15. srpen, 2008 |
| Národní rekord                   | Okilani Tinilau  | 11,48 s | Peking, ČLR | 15. srpen, 2008 |
| Národní rekord                   | Churandy Martina | 9,99 s  | Peking, ČLR | 15. srpen, 2008 |
| Národní rekord                   | Churandy Martina | 9,94 s  | Peking, ČLR | 15. srpen, 2008 |
| Národní rekord                   | Churandy Martina | 9,93 s  | Peking, ČLR | 16. srpen, 2008 |

## Výsledky
- Q Přímý postup
- q Postup s časem
- DNS Nestartoval
- DNF Nedokončil
- DSQ Diskvalifikován

- PB osobní rekord
- SB nejlepší čas sezóny
- NR národní rekord
- CR kontinentální rekord
- WR světový rekord

### Rozběhy
V deseti rozbězích startoval celkem 80 sprintérů. Z každého rozběhu postupovali přímo první tři závodníci, dalších deset postupovalo s nejlepším časem.

1. rozběh / Vítr: -0.2 m/s
| * | Dráha | Sportovec       | Čas   | Poz. | Kval. |
| - | ----- | --------------- | ----- | ---- | ----- |
| 1 | 3     | Usain Bolt      | 10.20 |      | Q     |
| 2 | 9     | Daniel Bailey   | 10.24 |      | Q     |
| 3 | 6     | Vicente de Lima | 10.26 | =SB  | Q     |
| 4 | 2     | Henry Vizcaíno  | 10.28 |      | q     |
| 5 | 4     | Fabio Cerutti   | 10.49 |      |       |
| 6 | 5     | Jurgen Themen   | 10.61 | PB   |       |
| 7 | 8     | Moses Kamut     | 10.81 |      |       |
| 8 | 7     | Francis Manioru | 11.09 |      |       |

2. rozběh / Vítr: 0.0 m/s
| * | Dráha | Sportovec           | Čas   | Poz. | Kval. |
| - | ----- | ------------------- | ----- | ---- | ----- |
| 1 | 5     | Asafa Powell        | 10.16 |      | Q     |
| 2 | 3     | Kim Collins         | 10.17 |      | Q     |
| 3 | 7     | Craig Pickering     | 10.21 |      | Q     |
| 4 | 2     | Daniel Grueso       | 10.35 |      | q     |
| 5 | 9     | Dariusz Kuć         | 10.44 |      | q     |
| 6 | 8     | Béranger Bosse      | 10.51 | SB   |       |
| 7 | 6     | Aisea Tohi          | 11.17 |      |       |
| 8 | 4     | Roman William Cress | 11.18 |      |       |

3. rozběh / Vítr: 0.0 m/s
| * | Dráha | Sportovec          | Čas   | Poz. | Kval. |
| - | ----- | ------------------ | ----- | ---- | ----- |
| 1 | 8     | Richard Thompson   | 10.24 |      | Q     |
| 2 | 5     | Martial Mbandjock  | 10.26 |      | Q     |
| 3 | 4     | Simone Collio      | 10.32 |      | Q     |
| 4 | 2     | Aziz Zakari        | 10.34 |      | q     |
| 5 | 6     | Andrew Hinds       | 10.35 |      | q     |
| 6 | 3     | Suryo Agung Wibowo | 10.46 |      |       |
| 7 | 7     | Jared Lewis        | 11.00 |      |       |
| 8 | 9     | Rabangaki Nawai    | 11.29 |      |       |

4. rozběh / Vítr: 0.2 m/s
| * | Dráha | Sportovec                     | Čas   | Poz. | Kval. |
| - | ----- | ----------------------------- | ----- | ---- | ----- |
| 1 | 3     | Michael Frater                | 10.15 |      | Q     |
| 2 | 4     | Pierre Browne                 | 10.22 |      | Q     |
| 3 | 6     | Darrel Brown                  | 10.22 |      | Q     |
| 4 | 7     | Nobuharu Asahara              | 10.25 |      | q     |
| 5 | 9     | Holder da Silva               | 10.58 |      |       |
| 6 | 2     | Idrissa Sanou                 | 10.63 |      |       |
| 7 | 8     | Ghyd-Kermeliss-Holly Olonghot | 11.01 |      |       |
| 8 | 5     | Massoud Azizi                 | 11.45 |      |       |

5. rozběh / Vítr: 0.7 m/s
| * | Dráha | Sportovec             | Čas   | Poz. | Kval. |
| - | ----- | --------------------- | ----- | ---- | ----- |
| 1 | 2     | Tyson Gay             | 10.22 |      | Q     |
| 2 | 5     | Olusoji A. Fasuba     | 10.29 |      | Q     |
| 3 | 4     | José Carlos Moreira   | 10.29 |      | Q     |
| 4 | 7     | Ángel David Rodríguez | 10.34 |      | q     |
| 5 | 9     | Lukáš Milo            | 10.52 |      |       |
| 6 | 8     | Mhadjou Youssouf      | 10.62 | PB   |       |
| 7 | 3     | Danny D'Souza         | 11.00 |      |       |
| 8 | 6     | Shanahan Sanitoa      | 12.60 |      |       |

6. rozběh / Vítr: 0.9 m/s
| * | Dráha | Sportovec               | Čas   | Poz. | Kval. |
| - | ----- | ----------------------- | ----- | ---- | ----- |
| 1 | 5     | Tyrone Edgar            | 10.13 |      | Q     |
| 2 | 6     | Darvis Patton           | 10.25 |      | Q     |
| 3 | 7     | Ronald Pognon           | 10.26 |      | Q     |
| 4 | 4     | Hu Kai                  | 10.39 |      | q     |
| 5 | 8     | Abdullah Al-Sooli       | 10.53 | PB   |       |
| 6 | 2     | Desislav Gunev          | 10.66 |      |       |
| 7 | 3     | Ali Shareef             | 11.11 | NR   |       |
| 8 | 9     | Souksavanh Tonsacktheva | 11.51 |      |       |

7. rozběh / Vítr: -1.4 m/s
| * | Dráha | Sportovec             | Čas   | Poz. | Kval. |
| - | ----- | --------------------- | ----- | ---- | ----- |
| 1 | 4     | Francis Obikwelu      | 10.25 |      | Q     |
| 2 | 2     | Obinna Metu           | 10.34 |      | Q     |
| 3 | 5     | Walter Dix            | 10.35 |      | Q     |
| 4 | 6     | Anson Henry           | 10.37 |      | q     |
| 5 | 8     | Dmytro Hlushchenko    | 10.57 |      |       |
| 6 | 3     | Calvin Kang Li Loong  | 10.73 |      |       |
| 7 | 9     | Jesse Tamangrow       | 11.38 | PB   |       |
| 8 | 7     | Reginaldo Micha Ndong | 11.61 |      |       |

8. rozběh / Vítr: -0.1 m/s
| * | Dráha | Sportovec            | Čas   | Poz. | Kval. |
| - | ----- | -------------------- | ----- | ---- | ----- |
| 1 | 3     | Derrick Atkins       | 10.28 |      | Q     |
| 2 | 4     | Andrej Jepišin       | 10.34 |      | Q     |
| 3 | 9     | Jaysuma Saidy Ndure  | 10.37 |      | Q     |
| 4 | 6     | Uchenna Emedolu      | 10.46 |      |       |
| 5 | 2     | Suwaibou Sanneh      | 10.52 |      |       |
| 6 | 5     | Sandro Viana         | 10.60 |      |       |
| 7 | 7     | Lai Chun Ho          | 10.63 |      |       |
| 8 | 8     | Mohamed Abu Abdullah | 11.07 |      |       |

9. rozběh / Vítr: -0.1 m/s
| * | Dráha | Sportovec         | Čas   | Poz. | Kval. |
| - | ----- | ----------------- | ----- | ---- | ----- |
| 1 | 6     | Samuel Francis    | 10.40 |      | Q     |
| 2 | 5     | Marc Burns        | 10.46 |      | Q     |
| 3 | 9     | Matic Osovnikar   | 10.46 |      | Q     |
| 4 | 7     | Rolando Palacios  | 10.49 |      |       |
| 5 | 2     | Ruslan Abbasov    | 10.58 |      |       |
| 6 | 4     | Sébastien Gattuso | 10.70 |      |       |
| 7 | 8     | Jack Howard       | 11.03 |      |       |
| 8 | 3     | Gordon Heather    | 11.41 | PB   |       |

10. rozběh / Vítr: -1.3 m/s
| * | Dráha | Sportovec           | Čas   | Poz. | Kval. |
| - | ----- | ------------------- | ----- | ---- | ----- |
| 1 | 4     | Churandy Martina    | 10.35 |      | Q     |
| 2 | 5     | Naoki Tsukahara     | 10.39 |      | Q     |
| 3 | 6     | Simeon Williamson   | 10.42 |      | Q     |
| 4 | 9     | Tobias Unger        | 10.46 |      | q     |
| 5 | 8     | Franklin Nazareno   | 10.60 |      |       |
| 6 | 7     | Wilfried Bingangoye | 10.87 |      |       |
| 7 | 2     | Moumi Sebergue      | 11.14 |      |       |
| 8 | 3     | Okilani Tinilau     | 11.48 | NR   |       |

### Čtvrtfinále
Z pěti čtvrtfinálových běhů postupovali pouze tři nejlepší a jeden sprintér s nejlepším časem, dle tohoto postupového klíče vznikli dva semifinálové rozběhy.
1. čtvrtfinále / Vítr: -0.1 m/s
| * | Dráha | Sportovec         | Čas   | Poz.  |
| - | ----- | ----------------- | ----- | ----- |
| 1 | 4     | Churandy Martina  | 9,99  | Q, NR |
| 2 | 7     | Michael Frater    | 10,09 | Q     |
| 3 | 6     | Naoki Tsukahara   | 10,23 | Q, SB |
| 4 | 9     | Simeon Williamson | 10,32 |       |
| 5 | 3     | Henry Vizcaíno    | 10,33 |       |
| 6 | 5     | Pierre Browne     | 10,36 |       |
| 7 | 2     | Dariusz Kuć       | 10,46 |       |
| 8 | 8     | Darrel Brown      | 10,93 |       |

2. čtvrtfinále / Vítr: 0.0 m/s
| * | Dráha | Sportovec           | Čas   | Poz. |
| - | ----- | ------------------- | ----- | ---- |
| 1 | 6     | Richard Thompson    | 9,99  | Q    |
| 2 | 4     | Tyson Gay           | 10,09 | Q    |
| 3 | 7     | Martial Mbandjock   | 10,16 | Q    |
| 4 | 5     | Olusoji A. Fasuba   | 10,21 |      |
| 5 | 2     | Andrew Hinds        | 10,25 |      |
| 6 | 8     | José Carlos Moreira | 10,32 |      |
| 7 | 9     | Simone Collio       | 10,33 |      |
| 8 | 3     | Daniel Grueso       | 10,37 |      |

3. čtvrtfinále / Vítr: 0.0 m/s
| * | Dráha | Sportovec        | Čas   | Poz.   |
| - | ----- | ---------------- | ----- | ------ |
| 1 | 6     | Marc Burns       | 10,05 | Q      |
| 2 | 4     | Kim Collins      | 10,07 | Q, =SB |
| 3 | 5     | Tyrone Edgar     | 10,10 | Q      |
| 4 | 7     | Samuel Francis   | 10,11 | q      |
| 5 | 9     | Ronald Pognon    | 10,21 |        |
| 6 | 8     | Matic Osovnikar  | 10,24 |        |
| 7 | 2     | Tobias Unger     | 10,36 |        |
| 8 | 3     | Nobuharu Asahara | 10,37 |        |

4. čtvrtfinále / Vítr: 0.1 m/s
| * | Dráha | Sportovec             | Čas   | Poz. |
| - | ----- | --------------------- | ----- | ---- |
| 1 | 7     | Usain Bolt            | 9,92  | Q    |
| 2 | 5     | Darvis Patton         | 10,04 | Q    |
| 3 | 4     | Francis Obikwelu      | 10,09 | Q    |
| 4 | 8     | Jaysuma Saidy Ndure   | 10,14 |      |
| 5 | 9     | Craig Pickering       | 10,18 |      |
| 6 | 6     | Obinna Metu           | 10,27 |      |
| 7 | 3     | Anson Henry           | 10,33 |      |
| 8 | 2     | Ángel David Rodríguez | 10,35 |      |

5. čtvrtfinále / Vítr: 0.1 m/s
| * | Dráha | Sportovec       | Čas   | Poz. |
| - | ----- | --------------- | ----- | ---- |
| 1 | 7     | Asafa Powell    | 10,02 | Q    |
| 2 | 9     | Walter Dix      | 10,08 | Q    |
| 3 | 5     | Derrick Atkins  | 10,14 | Q    |
| 4 | 4     | Daniel Bailey   | 10,23 |      |
| 5 | 3     | Aziz Zakari     | 10,24 |      |
| 6 | 6     | Andrej Jepišin  | 10,25 |      |
| 7 | 8     | Vicente de Lima | 10,31 |      |
| 8 | 2     | Hu Kai          | 10,40 |      |

### Semifinále
Do finále postupovali jen první čtyři sprinteři z každého semifinálového rozběhu.
1. semifinále / Vítr: -0.1 m/s
| * | Dráha | Sportovec      | Čas   | Poz.   |
| - | ----- | -------------- | ----- | ------ |
| 1 | 7     | Usain Bolt     | 9,85  | Q      |
| 2 | 6     | Walter Dix     | 9,95  | Q, SB  |
| 3 | 4     | Marc Burns     | 9,97  | Q, =SB |
| 4 | 9     | Michael Frater | 10,01 | Q      |
| 5 | 5     | Kim Collins    | 10,05 | SB     |
| 6 | 2     | Derrick Atkins | 10,13 |        |
| 7 | 8     | Tyrone Edgar   | 10,18 |        |
| 8 | 3     | Samuel Francis | 10,20 |        |

2. semifinále / Vítr: 0.3 m/s
| * | Dráha | Sportovec         | Čas   | Poz.   |
| - | ----- | ----------------- | ----- | ------ |
| 1 | 6     | Asafa Powell      | 9,91  | Q      |
| 2 | 7     | Richard Thompson  | 9,93  | Q, =PB |
| 3 | 5     | Churandy Martina  | 9,94  | Q, NR  |
| 4 | 4     | Darvis Patton     | 10,03 | Q      |
| 5 | 9     | Tyson Gay         | 10,05 |        |
| 6 | 8     | Francis Obikwelu  | 10,10 |        |
| 7 | 3     | Naoki Tsukahara   | 10,16 | SB     |
| 8 | 2     | Martial Mbandjock | 10,18 |        |

### Finále
| *                | Dráha | Sportovec        | Čas   | Poz. |
| ---------------- | ----- | ---------------- | ----- | ---- |
| Zlatá medaile    | 4     | Usain Bolt       | 9.69  | WR   |
| Stříbrná medaile | 5     | Richard Thompson | 9.89  | PB   |
| Bronzová medaile | 6     | Walter Dix       | 9.91  | PB   |
| 4                | 9     | Churandy Martina | 9.93  | NR   |
| 5                | 7     | Asafa Powell     | 9.95  |      |
| 6                | 2     | Michael Frater   | 9.97  | PB   |
| 7                | 8     | Marc Burns       | 10.01 |      |
| 8                | 3     | Darvis Patton    | 10.03 |      |